# Pilota d'Or 1956
El premi Pilota d'Or 1956 (en francès: Ballon d'Or 1956) fou la 1a edició del premi Pilota d'Or, atorgat per la revista France Football en reconeixement dels millors futbolistes del món de 1956.
El premi va recompensar el 18 de desembre de 1956 Stanley Matthews com a millor futbolista del món.
Matthews fou el primer guanyador de la Pilota d'Or.

## Classificació completa
| Posició | Nom                | Club                       | Nacionalitat   | Punts |
| 1       | Stanley Matthews   | Blackpool                  | Anglaterra     | 47    |
| 2       | Alfredo di Stéfano | Reial Madrid CF            | Espanya        | 44    |
| 3       | Raymond Kopa       | Reial Madrid CF            | França         | 33    |
| 4       | Ferenc Puskás      | Budapest Honvéd            | Hongria        | 32    |
| 5       | Lev Iaixin         | Dynamo Moskva              | Unió Soviètica | 19    |
| 6       | József Bozsik      | Budapest Honvéd            | Hongria        | 15    |
| 7       | Ernst Ocwirk       | UC Sampdoria               | Àustria        | 9     |
| 8       | Sándor Kocsis      | Budapest Honvéd            | Hongria        | 6     |
| 9       | Thadée Cisowski    | Racing Club Paris          | França         | 4     |
| 9       | Ivan Kolev         | CDNA Sofia                 | Bulgària       | 4     |
| 9       | Billy Wright       | Wolverhampton Wanderers FC | Anglaterra     | 4     |
| 12      | Júlio Botelho      | ACF Fiorentina             | Itàlia         | 3     |
| 13      | Stefan Bozhkov     | CDNA Sofia                 | Bulgària       | 2     |
| 13      | Duncan Edwards     | Manchester United          | Anglaterra     | 2     |
| 13      | Gerhard Hanappi    | Rapid Viena                | Àustria        | 2     |
| 13      | Robert Jonquet     | Stade de Reims             | França         | 2     |
| 13      | Miguel Montuori    | ACF Fiorentina             | Itàlia         | 2     |
| 13      | Pepillo            | Sevilla FC                 | Espanya        | 2     |
| 13      | Juan Schiaffino    | Milan                      | Itàlia         | 2     |
| 13      | Eduard Streltsov   | Torpedo Moskva             | Unió Soviètica | 2     |
| 21      | Campanal II        | Sevilla FC                 | Espanya        | 1     |
| 21      | Břetislav Dolejší  | Dukla Praha                | Txèquia        | 1     |
| 21      | Roger Piantoni     | Nancy                      | França         | 1     |
| 21      | Kees Rijvers       | AS Saint-Étienne           | Països Baixos  | 1     |